# Damane
Damane ili na Starom jeziku "Vezana" predstavlja klasu likova u svetu Točka vremena, svetu koji je stvorio američki pisac Robert Džordan. 
Damane su žene rođene sa "varnicom" (koja im omogućava da nauče da usmeravaju) ili imaju sposobnost da usmeravaju. Seanšani veruju da ove žene mogu da izazovu veliku štetu koristeći Jednu Moć, tako da su vezane za sul’dam, ženu koja kontroliše damane uz pomoć sprave oblika okovratnika koja se naziva a’dam. Žena koja ume da usmerava a nije zatočena ovom spravom se naziva marat'damane (što na Starom jeziku znači "one koje moraju biti Vezane") i njena sloboda se smatra protivzakonitom u Seanšanu. Seanšani smatraju da bilo koja Aes Sedai koja nije zatočena predstavlja marat’damane.
Kada je sin Artura Hovkinga prvi put došao u Seanšan, zatekao je ogromnu zemlju koja je, nalik prepunom ključajućem kotlu, bila prepuna krhkih saveza, izdaja i borbi za vlast. Među njima su bile i one koje su sebe nazivale Aes Sedai, iako imaju malo sličnosti sa Aes Sedaima iz Bele Kule. One su koristile Moć u borbama i bitkama, i borile su se i međusobno. Nije poznato kako su se žene tada obučavale da postanu Aes Sedai pošto je vladao opšti haos, mada se pretpostavlja da se obučavanje izvršavalo pojedinačno, u vidu šegrtstva.
U cilju osvajanja ove velike zemlje, Lutar je upotrebio najmoćnije oružje, a’dam, koje je za njega napravila Aes Sedai u nadi da će na taj način steći njegovu naklonost. A’dam je napravljen od srebrnog metala, i ima dva dela - okovratnik, koji nosi damane i narukvicu, koju nosi sul’dam. Okovratnik i narukvica su povezani vezicom dugačkom nekoliko stopa, mada je kasnije otkriveno da vezica nije stvarno potrebna, i da a’dam radi i bez nje. Seanšani, ili nisu shvatili ovo (što je čudno, zato što toliko vekova koriste a’dam), ili jednostavno neće da skinu vezicu okovratnika i narukvice zato što smatraju da na takav način daju previše slobodu damane.

## Literatura
- Robert Jordan's The Wheel of Time series Архивирано на веб-сајту  (5. март 2013)
- [мртва веза]